# قرار مجلس الأمن التابع للأمم المتحدة رقم 2060
قرار مجلس الأمن التابع للأمم المتحدة رقم 2060، المتخذ بالإجماع في 25 يوليو 2012.

## روابط خارجية
- نص القرار في undocs.org